# WILLY (음악 그룹)
WILLY는 대한민국의 음악 그룹이었다. 2020년 싱글 앨범 [Dreamers]로 데뷔했다.

## 방송
- 아시안탑밴드 (2020) - 한국 대표 선발전 Top10

## 음반
- Dreamers (2020)
- 인디스땅스 2020 컴필레이션 (2020)
- LAYER (2021)